# DeSoto County (Florida)
DeSoto County is een county in de Amerikaanse staat Florida.
De county heeft een landoppervlakte van 1.651 km² en telt 32.209 inwoners (volkstelling 2000).

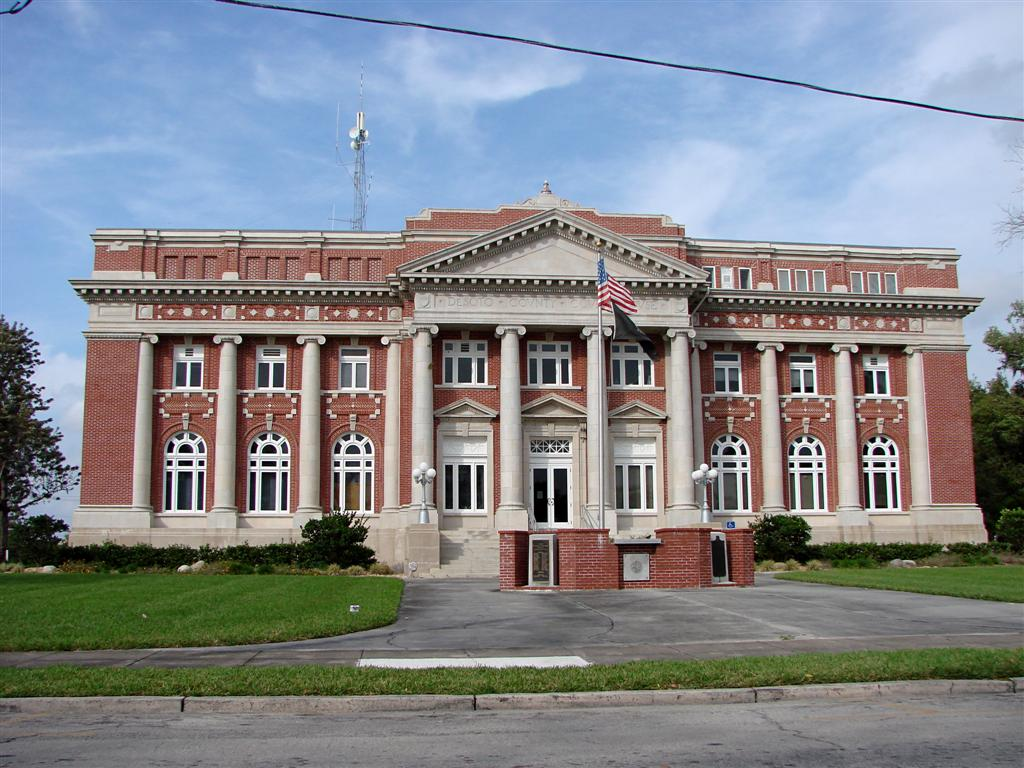
DeSoto County Courthouse